# Indigofera sparteola
Indigofera sparteola är en ärtväxtart som beskrevs av Emilio Chiovenda. Indigofera sparteola ingår i släktet indigosläktet, och familjen ärtväxter. Inga underarter finns listade i Catalogue of Life.